# Paul César Helleu
Pour les articles homonymes, voir Helleu.
Paul Helleu, né Paul César Helleu, est un peintre et graveur français, né à Vannes le 17 décembre 1859, et mort à Paris (7e arrondissement) le 23 mars 1927.
Il inspire à Marcel Proust le personnage du peintre Elstir dans À la recherche du temps perdu.

## Biographie
Né dans une famille  à la sensibilité artistique, le jeune Paul, a trois ans quand il subit la mort de son père, receveur des Douanes (et peintre amateur) en 1862. Paul Helleu entre tout d'abord chez les Pères de Picpus, à Sarzeau, entre 1866 et 1872, puis  envoyé à Paris au lycée Chaptal, à partir de 1873.
En 1876, il est admis à l’École des beaux-arts de Paris dans l’atelier de Jean-Léon Gérôme, mais c’est par les peintres de plein air qu’il est surtout attiré. Il se lie d’amitié avec Whistler et Sargent, puis avec Claude Monet qu’il rencontre chez Durand-Ruel lors de la deuxième exposition des impressionnistes.

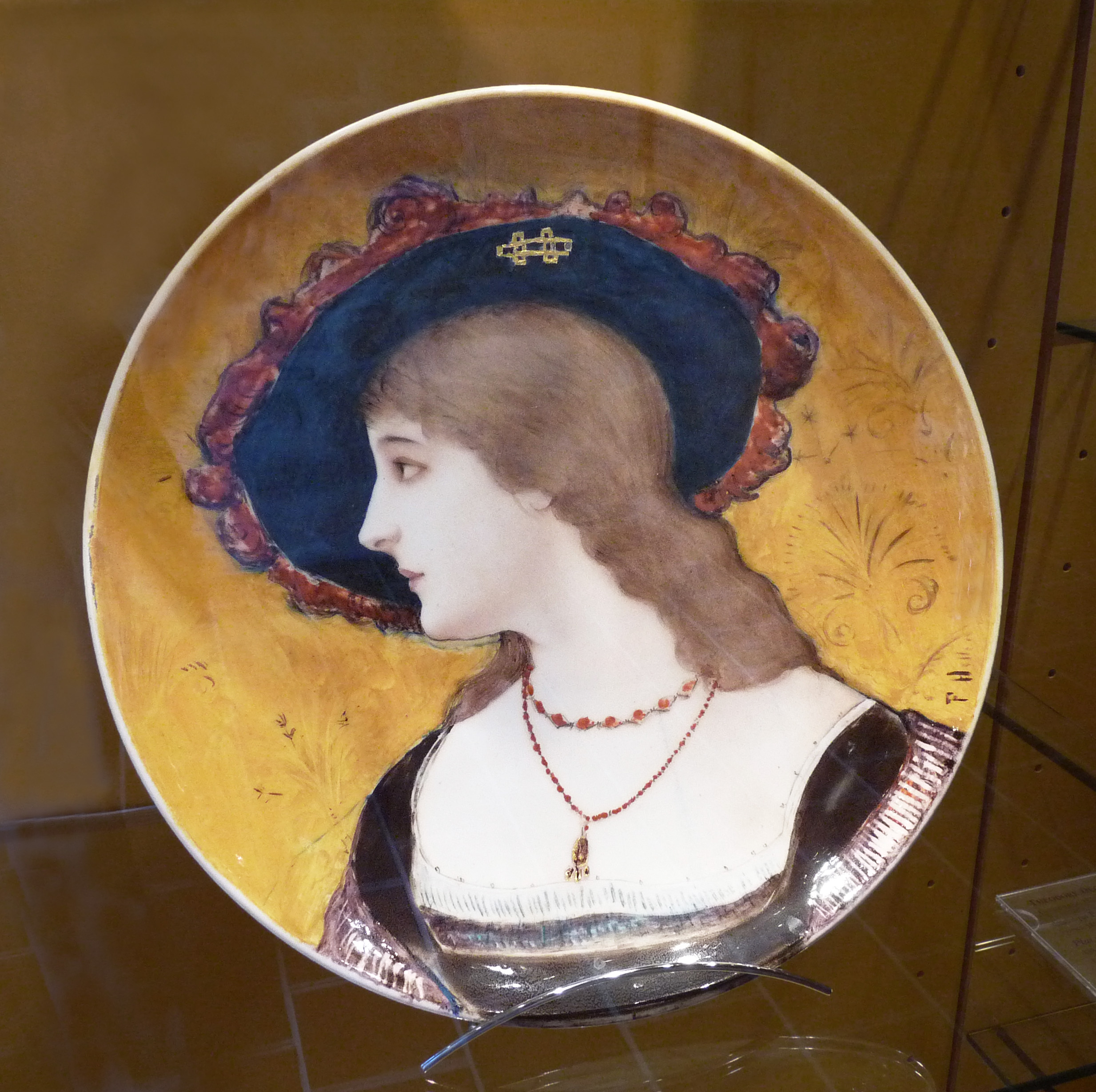
Théodore Deck, Plat en faïence fine à émaux peints par Paul Helleu. Paris, 1884. Colmar, musée Unterlinden.

Pour survivre (de 1880 à 1890), Helleu travaille chez le céramiste Théodore Deck pour qui il exécute des décors de plats. Il y fait la connaissance de Giovanni Boldini avec lequel il sera lié par une très longue amitié.
Avec Jacques-Émile Blanche, il partage un goût passionné pour l’Angleterre depuis un voyage à Londres en 1885. La même année, il fait un essai de gravure à la pointe sèche avec une pointe de diamant offerte par James Tissot.
En 1884, Madame Guérin lui commande un portrait de sa fille Alice (1869-avril 1933) — « la multiforme Alice dont la rose chevelure illumine de son reflet tant de miroirs de cuivre », ainsi que l'évoque Robert de Montesquiou — dont il tombe amoureux et qu'il épouse deux ans plus tard. Le pastel réalisé à cette occasion ainsi que La Gare Saint-Lazare seront présentés au Salon de 1885.
En 1886, déjà remarqué dans plusieurs expositions, il refuse avec son ami Monet de participer au huitième Salon des impressionnistes, malgré les sollicitations d'Edgar Degas.

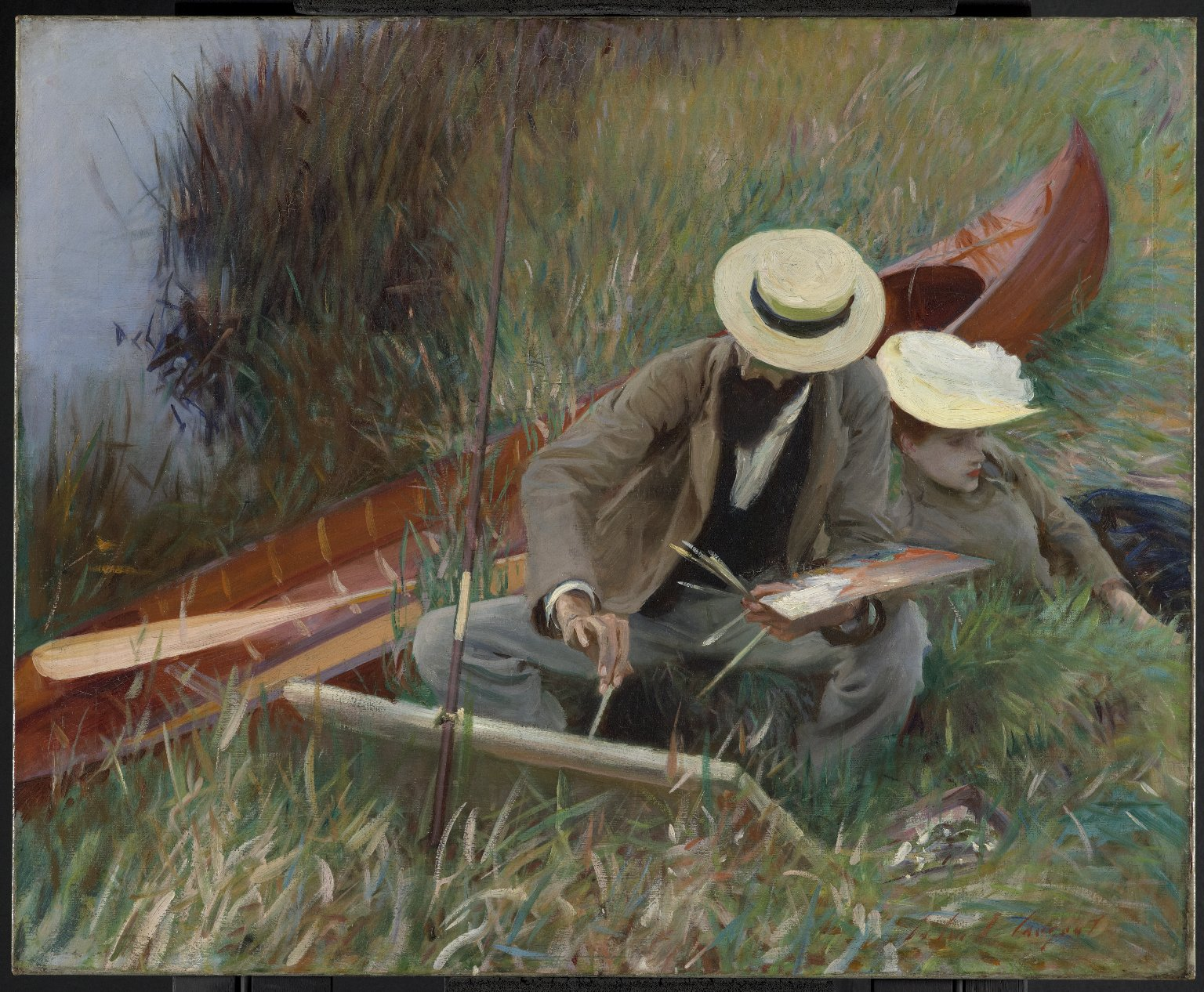
Étude en plein-air,
(Paul Helleu et sa femme), 1889,
John Singer Sargent,
New York, Brooklyn Museum.

À la fin des années 1880 Paul Helleu, et sa jeune épouse, Alice, séjournent à Fladbury, dans les Cotswolds en Angleterre. Le peintre américain John Singer Sargent inspiré en partie par les œuvres impressionnistes de son ami Claude Monet, y réalise à cette période des portraits dont le naturel contraste fortement avec ses portraits commandés réalisés en studio.
En 1888, Robert de Montesquiou lui achète un lot de six estampes. De cette rencontre naîtra une amitié profonde avec l'écrivain qui le mettra en relation avec sa cousine, la comtesse Greffulhe. Invité par cette dernière en séjour dans son château de Bois-Boudran, il fait d'elle une centaine d'esquisses, dont très peu seront exposées, et qui appartiennent pour la plupart à des collections particulières. Dès cet instant, l’artiste pénètre dans la société parisienne et devient un portraitiste à la mode.
En 1893, il entame une série de vitraux de cathédrales et, dès l’année suivante, il change de thème et peint dans le parc de Versailles.
À ce propos, en 1894, Paul Helleu est au sommet de sa carrière. Le tableau qu'il présente au Salon cette année-là, Les Grandes Eaux du bassin de Latone, et qui représente l'un des bassins de Versailles, est si grand qu'il lui faut être soutenu par une armature de métal. Le tableau reçoit un excellent accueil. Néanmoins, c'est surtout en tant que portraitiste de l'aristocratie que le peintre est reconnu et c'est dans ce milieu qu'il trouve les femmes qui l'inspirent. C'est néanmoins sa femme Alice qu'il représente le plus souvent dans ses tableaux et qui reste son modèle préféré.
En 1897, il expose au Salon du Champ de Mars ses peintures versaillaises et des marines.
Helleu est un artiste novateur qui s’attire l’admiration et la curiosité de ses contemporains. À l’inverse du goût prononcé de l’époque pour les intérieurs sombres, en 1889, il fait peindre en blanc les murs de ses appartements parisiens du no 68 boulevard Pereire, puis du no 45 rue Émile-Menier.
Helleu est bientôt sollicité de toutes parts : en 1895 il expose à Londres, où le catalogue de l’exposition est préfacé par Edmond de Goncourt, ce qui consacre sa notoriété. Il rencontre alors Marcel Proust qui lui est présenté par Montesquiou, et débute avec lui une relation profonde qui inspirera à l’auteur le personnage du peintre Elstir dans À la recherche du temps perdu ; comme Elstir, Helleu est passionné par la mer. Proust avait émis le souhait de faire graver son masque funéraire par Helleu. Dès son décès, alerté par le frère de Proust, Helleu gravera donc son portrait, sur son lit de mort, dès le 18 ou 19 novembre 1822.
Au plaisir du yachtman, qui passe le plus clair de son temps sur de superbes bateaux — il en possèdera quatre — sur lesquels il invitera ses modèles, le bateau devenant son atelier, le peintre ajoute de nouvelles sources d’inspiration aussi bien dans les toilettes des femmes que dans ses visions de l’eau et du ciel, tantôt voilé, tantôt bleuâtre.

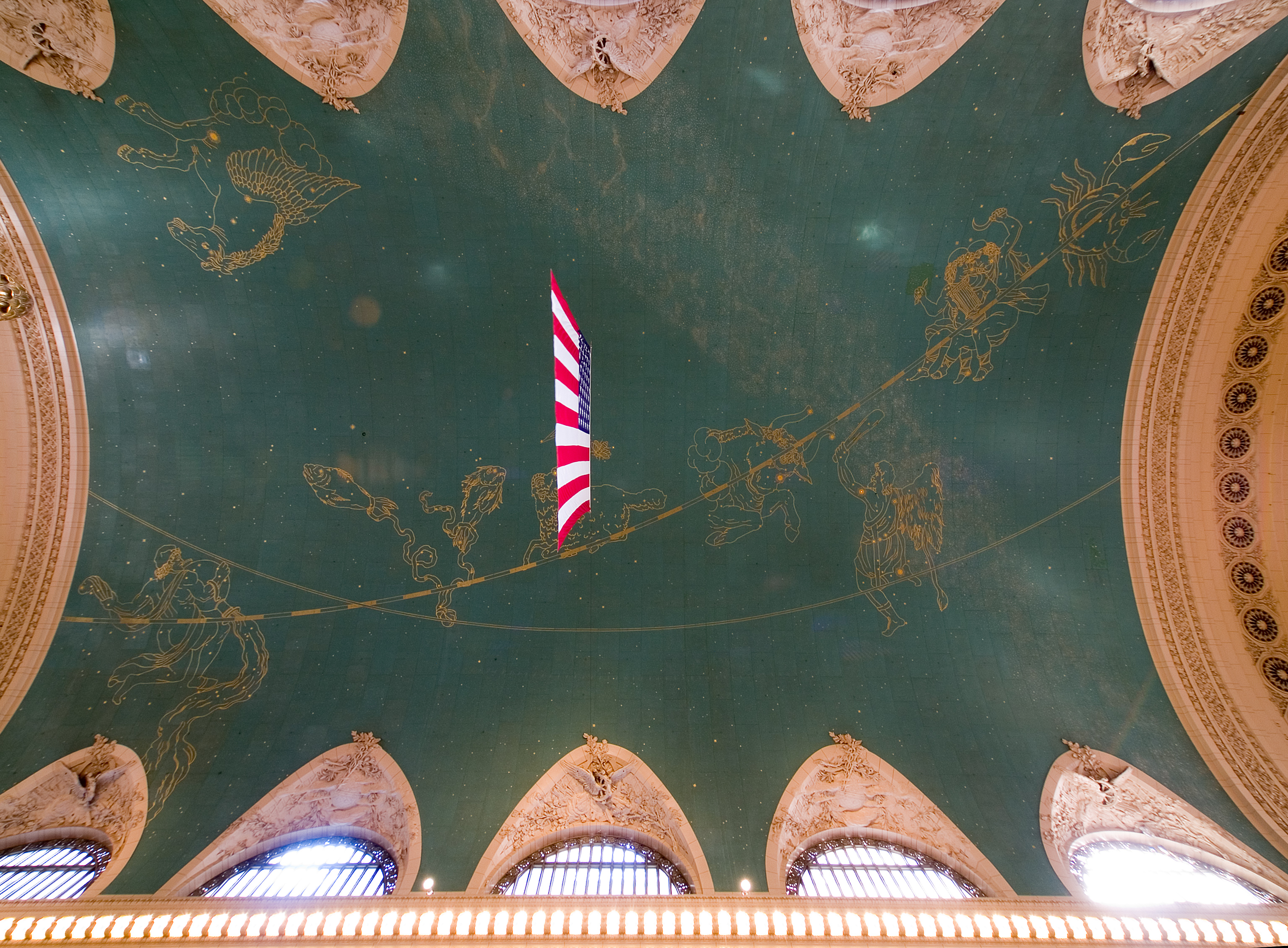
Les Signes du Zodiaque (1912), New York, Grand Central Terminal.

Le « style Helleu », qui caractérise l’élégance ou le raffinement et la grâce féminine obtient un immense succès tant à Paris qu’à Londres ou à New York, où il se rend à partir de 1902. En 1912, on lui passe une commande pour décorer le plafond du hall de la Grand Central Terminal de New-York, sur le thème des signes du Zodiaque : une voûte étoilée, traversée d’un zodiaque aux signes d’or et d'une voie lactée argentée,.
Nombre de ses gravures ont été publiées dans des revues telles que L'Illustration ou Le Figaro illustré.
Paul Helleu meurt en 1927, des suites d’une opération (péritonite), alors qu’il projetait une grande exposition de ses peintures avec Jean-Louis Forain.
La carrière d'Helleu a été couronnée de grands succès notamment par la gravure, et les pastels ; son œuvre comporte ainsi de nombreux portraits gravés, notamment féminins, qui illustrent l'esprit de son époque où la frivolité, et le culte du passé se confrontent à la civilisation industrielle. Les huiles (marines) les plus « impressionnistes » de son œuvre, ne représentent, hélas de l'aveu du peintre lui-même, qu'une part moins importante de sa production.
Selon Arnaud Moulin, en 1904 : « À voir ses œuvres, personne ne se douterait qu'Helleu cache en lui la nostalgie d'un peintre de marine. »
Paul Helleu et Alice Louis-Guérin eurent quatre enfants dont Jean Helleu (1894-1985), peintre officiel de la Marine, et Paulette Howard-Johnston (1905-2009) qui a légué l'ensemble de sa collection (huiles, pastels, pointe sèches, dessins et mobilier issu de l'atelier de son père) au musée Bonnat de Bayonne, devenu ensuite le musée Bonnat-Helleu.

## Distinctions
- Chevalier de la Légion d'honneur (décret du 2 janvier 1904)[13].

## Conservation
- Musée Bonnat-Helleu, Bayonne.
- Musée Baron-Martin, Gray (Haute-Saône), Projet de dessus de porte pour salon de musique, sanguine, sanguine et pierre noire, 36 x 59 cm.
- Département des estampes et de la photographie de la Bibliothèque nationale de France[14].
- Musée de la Cohue, Vannes, Portrait de jeune fille au turban bleu, huile sur toile,(don de Madame Howard-Johnston, fille de l'artiste) et 7 dessins.

Choix d'œuvres de Paul César Helleu
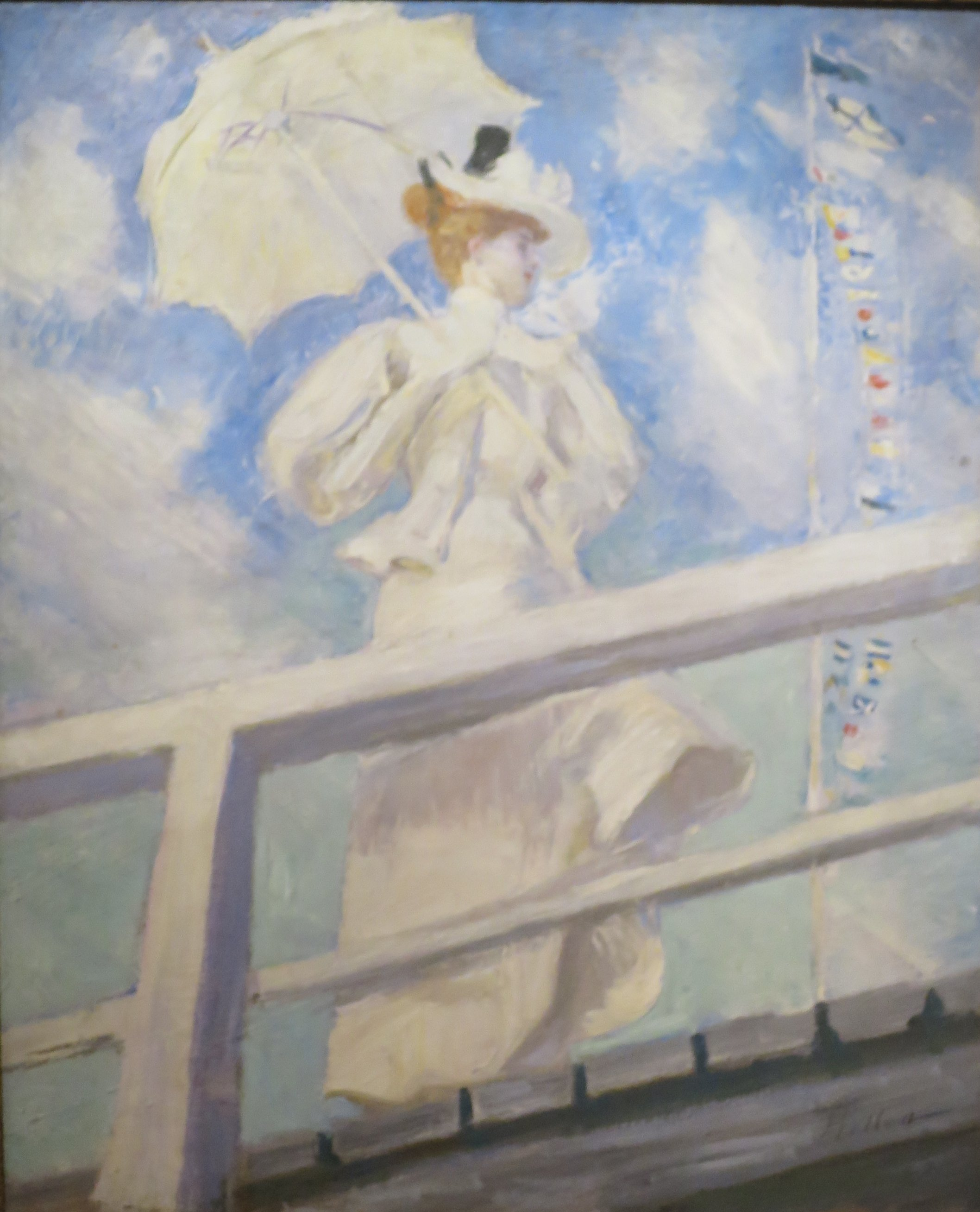
Femme en blanc, huile sur toile, Moscou, musée Pouchkine.
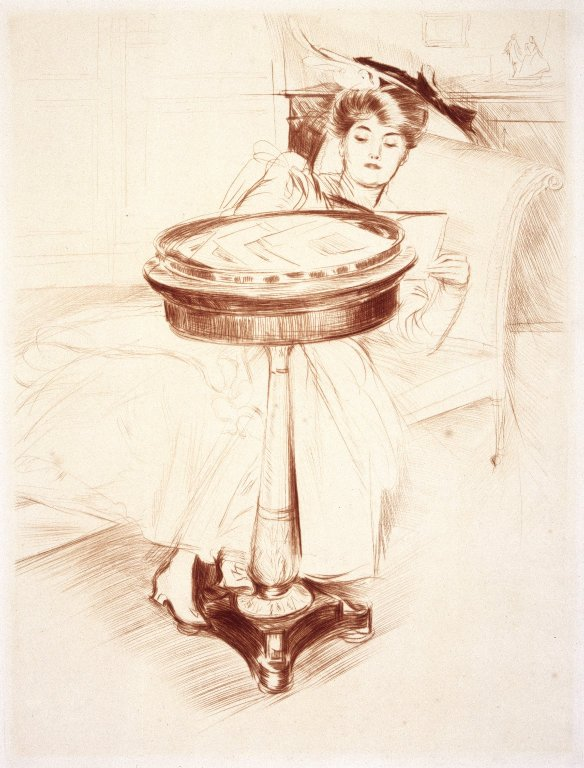
La Lectrice (vers 1895), New York, Brooklyn Museum.
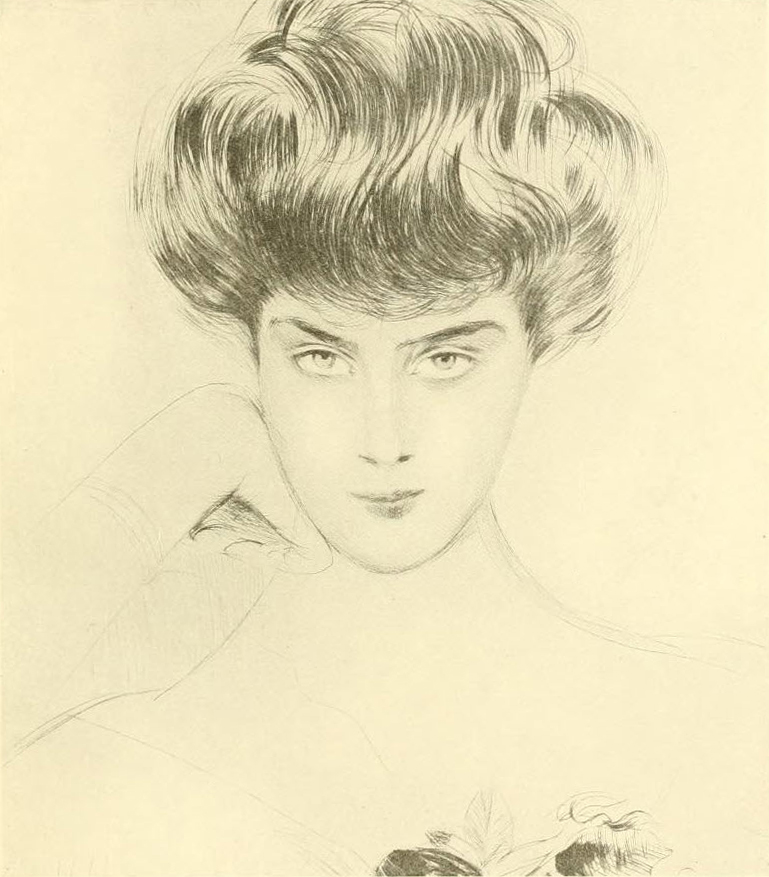
Le Sphinx (vers 1900), pointe sèche.
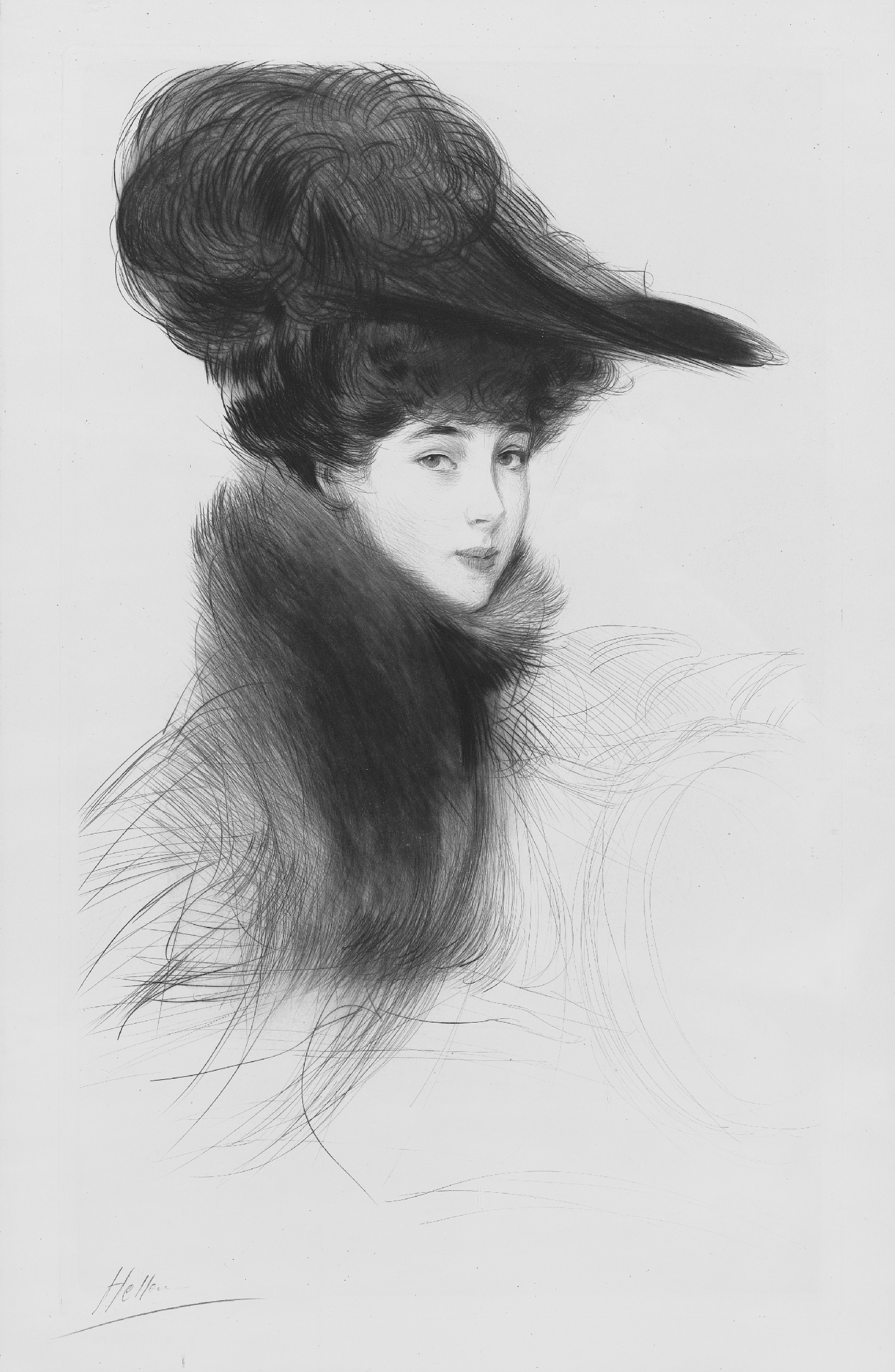
Duchesse de Marlborough (1901), pointe sèche.
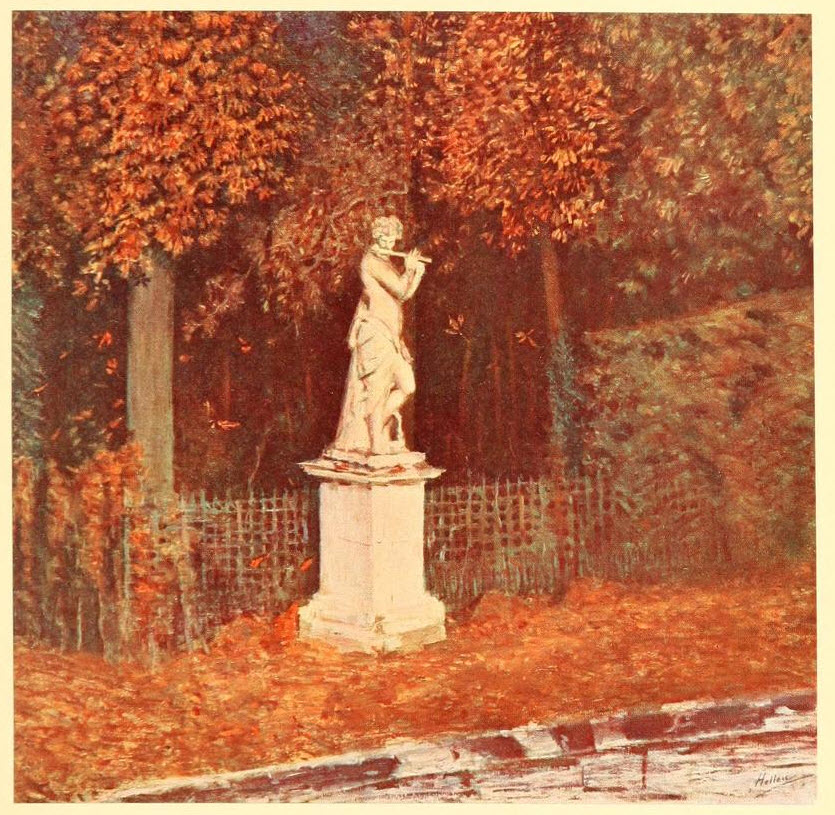
Le joueur de flûte, gravure à la pointe sèche en couleurs.
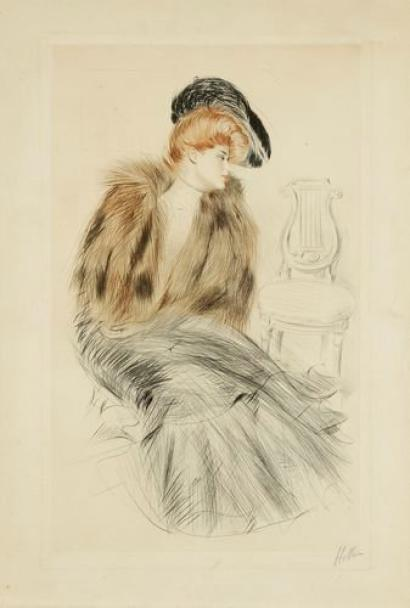
Élégante en manteau de fourrure. Pointe-sèche, estampe en couleur.

## Réception critique

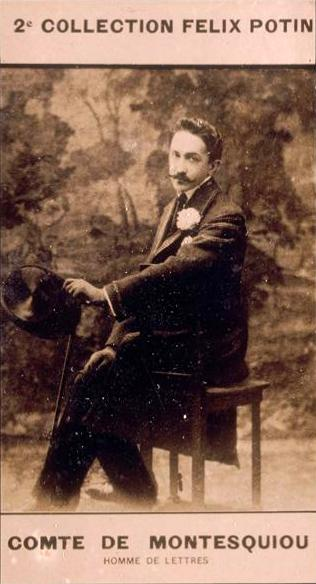
Robert de Montesquiou.

- « Les marines de Helleu sont pimpantes comme des salons de couturier : des yachts palpitants de leurs flammes, pareilles à des rubans de chapeaux, y glissent comme des ladies. » — Robert de Montesquiou[4]
- « Peintre des mondanités de l'époque d'avant-guerre, paysagiste, portraitiste et graveur, Helleu a marqué de sa griffe tout un aspect du goût contemporain. Son œuvre et sa vie forment une contribution à l'histoire du dandysme, à l'instar de son ami Boldini. Comme Robert de Montesquiou, comme Marcel Proust, Helleu était un spectateur, tantôt ironique, tantôt attendri. Il serait excessif de le comparer à un Moreau le Jeune. Mais pourquoi ne pas reconnaître le charme évanescent de ses œuvres de jeunesse, l'acuité subtile de ses pointes-sèches, l'aisance de son dessin toujours spirituel et rarement maniéré et l'éclat pâle de ses beaux paysages qui évoquent des déjeuners sur l'herbe, des assemblées champêtres et des régates aux environs de Londres ? » - Waldemar-George[15]
- « La pointe sèche transparente; ayant la franchise et la liberté du croquis, rayant le cuivre comme un patin strie la glace, valut à Helleu ses premiers triomphes. Exprimant dans ce qu'elle a de plus fugitif l'élégance dans ce qu'elle a de plus naturel, la coquetterie, cet homme épris de Watteau et de Lancret eut le courage d'aimer les modes, au risque de paraître un jour démodé. Fidèle à l'esprit d'un temps plus qu'au caractère particulier du modèle, triomphant dans la définition de ce qui s'esquive, mais laissant s'échapper la forme même, sauf dans quelques portraits d'hommes (Whistler, Montesquiou), Helleu ne va pas au-delà d'une certaine grâce à fleur de peau. Plus il est rapide, plus il a de séduction. » - Claude Roger-Marx[16]
- « Non seulement il apprécia l'élégance de son temps, mais, comme Watteau et Lancret, dont il était féru, il voulut que son œuvre en demeurât le témoignage, au risque d'apparaître démodée. Virtuose du dessin, Helleu était capable d'exécuter en une heure et demie, après un bon repas en compagnie de Forain et de Boldini, le portrait nerveux, crispé, fringant de Whistler. Lorsqu'il mettait, comme dans ce portrait, "la vapeur au maximum", lorsqu'il était rapide, cursif, allusif, lorsqu'il égratignait le cuivre "à fleur de peau", il était capable d'avoir de la grâce et de la séduction. Sa peinture, vouée à l'eau, au monde des plages et des yachts, très influencée par les impressionnistes, est souvent supérieure à ses dessins, marqués par le chic et le procédé. Là, délivré de toute servitude, soucieux de ne plaire qu'à lui-même, il réussit des toiles lumineuses, pleines d'une euphorie heureuse des jours de vacances. » — Jean-Paul Crespelle[17]
- « La pointe sèche a toujours été peu employée seule, mais plutôt comme accompagnement de l'eau-forte. Paul Helleu a connu un succès qui se poursuit encore de nos jours parce qu'il a su adapter ses sujets à cette technique si difficile, servie, ici, par une dextérité extraordinaire. Il est le graveur de l'élégance féminine : La Duchesse de Marlborough, Madame Helleu,, où il a été au-delà de la mode et de l'anecdote. Ses portraits de Whistler et de Montesquiou sont tout aussi remarquables. À côté de l'élégance raffinée d'un Helleu, les pointes sèches d'Auguste Rodin apparaissent brutales et audacieuses. » — Eugène Rouir[18]

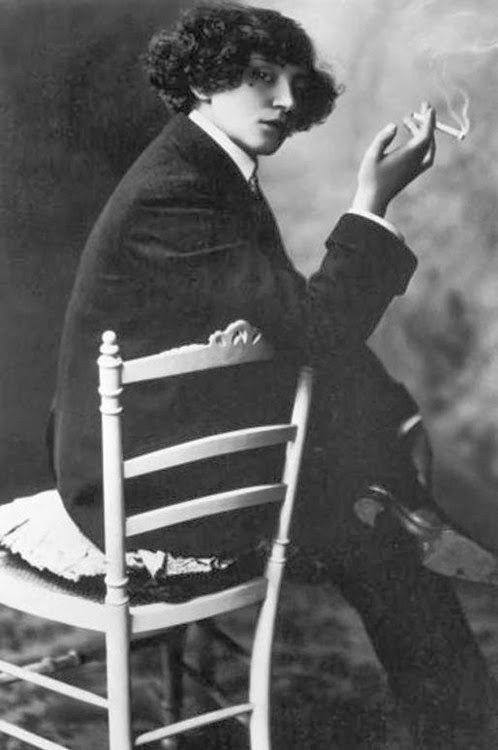
Colette.

- « Helleu fut un des rois du portrait mondain de la Belle Époque. Léon Daudet le surnomma "Le Watteau du pauvre" pour se venger du peintre qui lui reprochait de chanter à table. Ses paysages, ses bords de mer en Normandie gardent comme ses portraits une élégance un peu hautaine, sous l'affirmation d'un trait souple mais qui situe bien le sujet, toujours souligné de couleurs légères. » — Gérald Schurr[19]
- « Je bus à Marthe Payet et à son mari, lui toujours premier-à-lasoie, elle éclatante et rousse, les cheveux en ondes larges sous un chapeau agressif, l’air d’un Helleu copié par Fournery… » ou encore « Marthe vient vers nous. De loin, c’est toujours un Helleu. De près, la collaboration d’un Fournery inférieur s’accuse… » — Colette, dans La Retraite sentimentale[20]

## Expositions
- Musée de la Cohue, Vannes, 1991.